# Eucnide urens
Espèce
Eucnide urens est une espèce végétale de la famille des Loasaceae, originaire du nord du Mexique et du sud-ouest des États-Unis. 

## Description morphologique

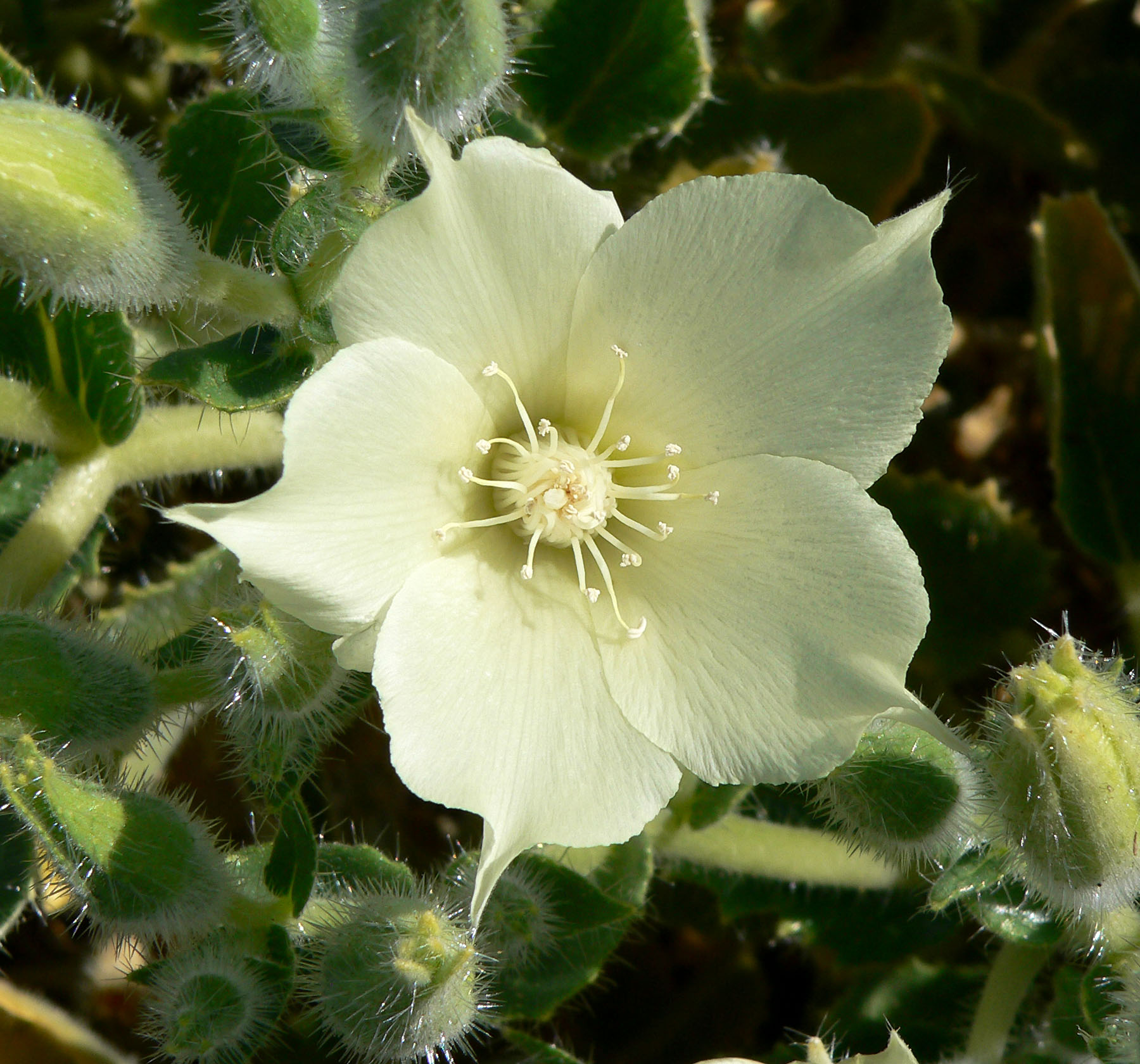
Détail d'une fleur dEucnide urens

### Appareil végétatif
Cette plante de 30 à 60 cm de hauteur forme un buisson arrondi, généralement beaucoup plus large que haut, hérissé de poils blancs raides et piquants. Les feuilles, ovales et grossièrement dentées, mesurent de 2 à 6,3 cm de long et sont elles aussi couvertes de poils raides. Ces poils piquants, lorsqu'ils proviennent de feuilles séchées, sont particulièrement irritants et difficiles à enlever. 

### Appareil reproducteur
La floraison a lieu entre avril et juin.
Les fleurs, de couleur crème ou jaune pâle, mesurent de 2,5 à 5 cm de diamètre. Leur corolle est constituée de cinq pétales larges, contenant un réseau opaque ménageant de petits espaces translucides. Les nombreuses étamines sont jointes à la base des pétales.

## Répartition et habitat

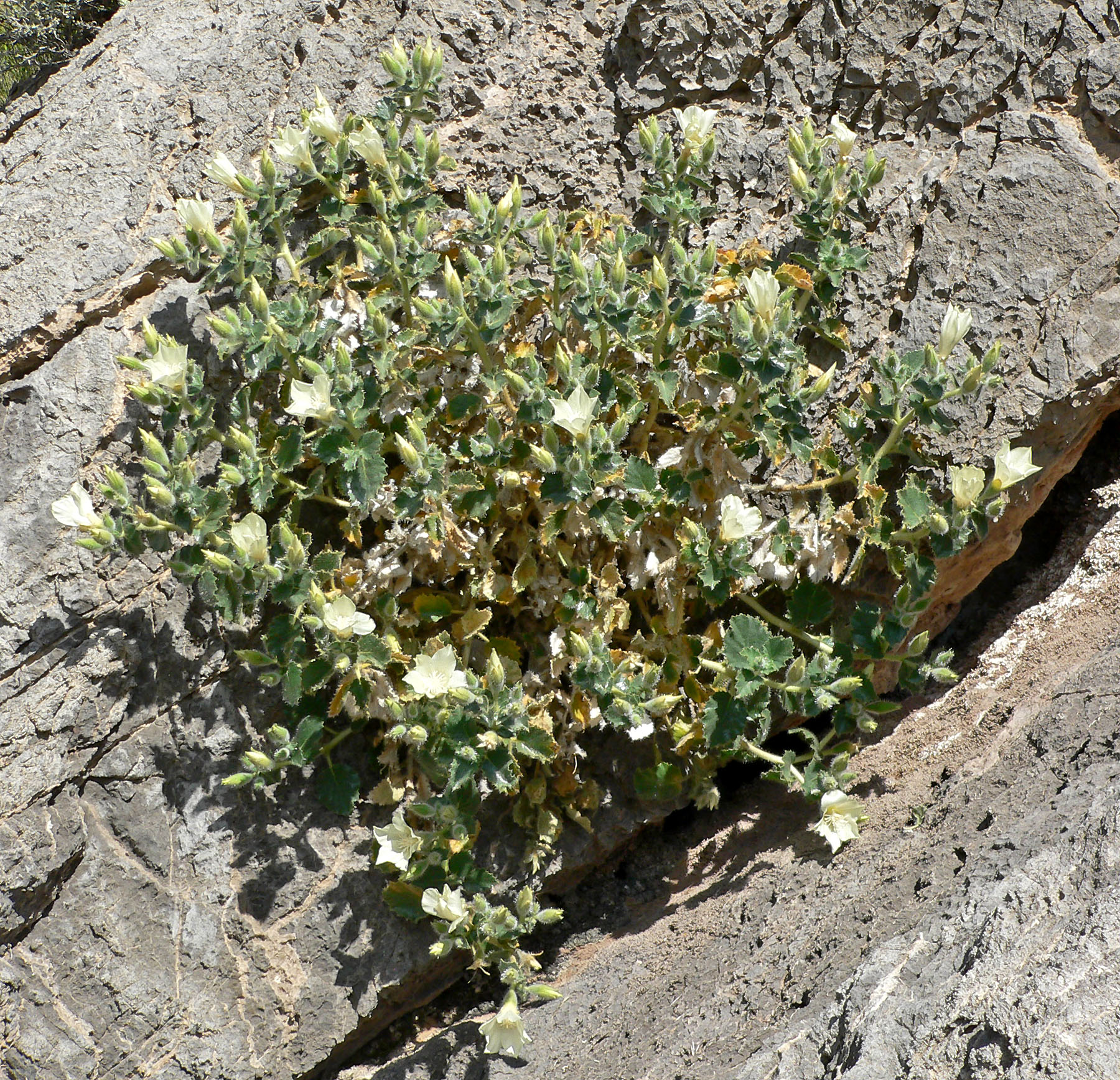
Buisson dEucnide urens poussant à même la falaise

Eucnide urens vit dans le sud des États-Unis (Californie, Utah, Arizona) et au nord du Mexique (Basse-Californie).
Elle pousse dans les zones désertiques sèches et rocailleuses, souvent à même le rocher, parfois sur les falaises.